# Parábola del grano de trigo

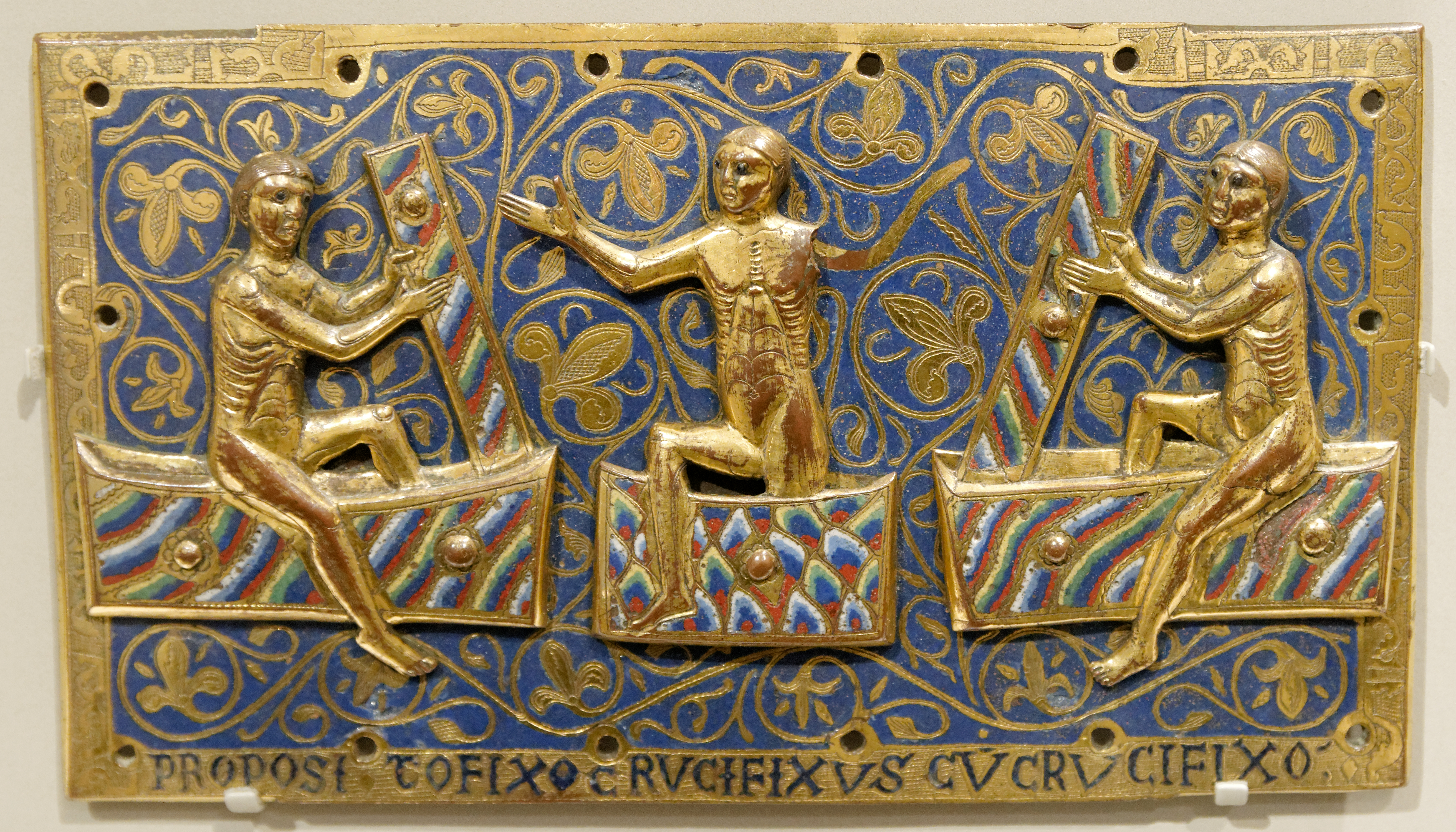
Resurrección de los muertos, Museo de Victoria y Alberto, Londres

La parábola del grano de trigo es una alegoría sobre la resurrección dicha por Jesús en el Nuevo Testamento.

## Narración
En el capítulo 12 del Evangelio de Juan se lee: 

24 Les aseguro que si el grano de trigo que cae en la tierra no muere, queda solo; pero si muere, da mucho fruto.
25 El que tiene apego a su vida la perderá; y el que no está apegado a su vida en este mundo, la conservará para la Vida eterna.
26 El que quiera seguirme que me siga, y donde yo esté, estará también mi servidor. El que quiera servirme, será honrado por mi Padre.

## Interpretación
Jesús describió esta parábola sobre la resurrección y el reino de Dios de las circunstancias diarias de vida. Su audiencia rural fácilmente podría entender el principio de la resurrección producida por semillas muertas sembradas en la tierra. La imagen del grano del trigo que muere en la tierra para crecer y dar lugar a una cosecha puede verse también como metáfora de la propia muerte y entierro de Jesús y su resurrección.
El reverendo William D. Oldland en su sermón A no ser que un Grano de Trigo caiga en la boca del perro y muera dijo:

Esta parábola es usada por Jesús para enseñarles (a los discípulos) tres cosas. Primero, les enseña que debe morir. En segundo lugar, él les muestra que Dios tiene el control. Finalmente, les muestra que su muerte tiene un propósito.

El Apóstol Pablo también dice: "Lo qué se siembra en la tierra está sometido a pudrirse, lo que resucita es incorruptible" (1 Cor. 15:42).